# 京都市立出水小学校
京都市立出水小学校（きょうとしりつ でみずしょうがっこう）は、京都市上京区にあった公立小学校。明治2年（1869年）に京都で設立された64の番組小学校の一つとして開校し、平成10年（1998年）に京都市立待賢小学校と共に京都市立二条城北小学校に統合され、閉校した。

## 概要
学校名は、元出水小学校のもとになる上京第十四番組小学校が当初置かれた出水通日暮西入天秤町の通り名（出水通）による。

## 沿革
- 1869年（明治2年） - 上京第十四番組小学校として開校（開校日:10月6日）[2][4][5][6]
- 1887年（明治20年）7月 - 京都市立出水尋常小学校に改称[2]
- 1904年（明治37年） - 中務町（もと京都所司代役所が置かれた場所）に移転[2]
- 1941年（昭和16年）4月 - 京都市出水国民学校に改称[2]
- 1947年（昭和22年）4月 - 学制改革により京都市立出水小学校となる[2]。
- 1998年（平成10年）- 京都市立二条城北小学校に統合され閉校[6]

元出水小学校地は、京都市立二条城北小学校になっている。

## 出水学区
出水学区（でみずがっく）は、京都市の学区（元学区）のひとつ。京都市上京区に位置する。明治初期に成立した地域区分である「番組」に起源を持ち、学区名の由来ともなるかつての出水小学校の通学区域であり、今でも地域自治の単位となる地域区分である。
明治2年（1869年）の第二次町組改正により成立した上京第14番組に由来し、同年には、区域内に上京第14番組小学校（のち校名を出水に改称）が創立した。明治5年（1872年）には上京第18区、明治12年（1879年）には区が組となり上京第18組となった。学区制度により明治25年（1892年）には上京第14学区となった。
昭和4年（1929年）に、学区名が小学校名により改称され、上京第14学区から出水学区となった。昭和17年（1942年）に京都市における学区制度は廃止されるが、現在も地域の名称、地域自治の単位として用いられている。

### 人口・世帯数
京都市内では、おおむね元学区を単位として国勢統計区が設定されており、出水学区の区域に設定されている国勢統計区（上京区第15国勢統計区）における令和2年（2020年）10月の人口・世帯数は8,606人、4,561世帯である。

### 地理
上京区の南西部に位置する学区であり、北側は正親学区（一部東端で聚楽学区）、東側は待賢学区、南側は朱雀第六学区と教業学区（二条城）、西側は仁和学区と朱雀第二学区に接する。区域は、おおむね東は松屋町通、西は千本通、北は下長者町通、南は丸太町通であり、面積は0.483平方キロメートルである。

### 出水学区内の通り

#### 東西の通り
- 下長者町通
- 出水通
- 下立売通
- 椹木町通
- 丸太町通

#### 南北の通り
- 大宮通
- 松屋町通
- 日暮通
- 智恵光院通
- 浄福寺通
- 土屋町通
- 千本通

### 出水学区の町名
- 南清水町
- 一町目
- 二町目
- 三町目
- 左馬松町
- 秤口町
- 天秤町
- 分銅町
- 櫛笥町
- 北伊勢屋町
- 南伊勢屋町
- 四町目
- 天秤丸町
- 白銀町
- 弁天町
- 中務町
- 福島町
- 十四軒町
- 小山町
- 聚楽町
- 東辰巳町
- 西辰巳町
- 山本町
- 坤高町
- 新御幸町
- 二本松町
- 東天秤町
- 西天秤町
- 金馬場町
- 田村備前町
- 東神明町
- 西神明町
- 尼ケ崎横町
- 浮田町
- 中村町
- 下丸屋町
- 田中町
- 中書町
- 西院町
- 主税町

## 周辺
もと平安京大内裏の中心部に位置した。火災等による内裏（御所）の移転によって、空地となり「内野」と呼ばれた。豊臣秀吉により聚楽第と武家屋敷が設置された。後破却され、近世においては、智恵光院通以東が町地化したが、西側は畑地等耕作地として残り、二条城に近い南部には京都所司代役所が置かれた。智恵光院通以西の空地は、京都市三大事業による市電開通以降市街化された。1945年（昭和20年）6月26日には、空襲を受け、死傷者109名の被害があった。

### 出水学区内の主な施設
- 京都聚楽郵便局
- 京都市立二条中学校
- 京都市児童福祉センター
- 平安京大極殿跡碑

## 関連文献
- 碓井小三郎「上京第十四学区之部」『京都坊目誌 上京之部 乾 上巻之十二-十五』1915年、417-510頁。doi:10.11501/1210439。